# كينيث ديفيس
كينيث ديفيس (بالإنجليزية: Kenneth Davis)‏ هو لاعب كرة قدم أمريكية أمريكي، ولد في 16 أبريل 1962 في تمبل في الولايات المتحدة.

## وصلات خارجية
- كينيث ديفيس على موقع مرجع كرة القدم المحترفة.كوم (الإنجليزية)